# Trivial Familiar
El Trivial Familiar es un juego de la compañía Diaspora Multimedia para ordenador Windows 95 y 98 con posibilidad de uso en Windows XP y editado por la compañía Forimagen.

## Contenido del juego
El objetivo del juego es ganar a tus contrincantes en un juego de preguntas y respuestas de diferentes temas escogiendo una ficha tal como momia, César de Roma o una faraona.